# Платов, Александр Степанович
Александр Степанович Платов (18 [30] июля 1817 — 17 [29] апреля 1891, Санкт-Петербург) — генерал от артиллерии, заслуженный профессор Михайловской артиллерийской академии, писатель.

## Биография
Происходил из дворян земли Войска Донского. Родился 18-го июля 1817 г.
Вступив в службу фейерверкером в Михайловское артиллерийское училище 3-го февраля 1830 года, Платов в 1834 г., за отличные успехи, получил звание фельдфебеля, а 7-го января 1835 года окончил курс Училища с производством в хорунжие в Донскую конно-артиллерийскую № 2 батарею и тогда же был прикомандирован к Артиллерийскому Училищу для прохождения курса высших наук в офицерских классах.
В феврале 1836 г. Платов, за отличие в науках, был произведен в сотники, a в апреле 1837 г., также за успехи, — в поручики л.-гв. Донской конно-артиллерийской батареи с оставлением при Училище репетитором артиллерии и практической механики. При окончании курса офицерских классов, Платов получил права 1-го разряда, и имя его было занесено на мраморную доску в конференц-зале Училища.
Произведенный в декабре 1840 г. в штабс-капитаны, Платов в 1844 году был командирован за границу (на 2 года) в качестве помощника находившегося там генерал-лейтенанта Винспиера, по части собирания сведений, относящихся до артиллерии. В командировке он посетил Германию, Бельгию, Францию, Англию, Шотландию, Швецию и Италию, знакомясь с положением интересовавшего его вопроса, в то же время вел дневник своих путешествий, который издал в Петербурге незадолго до смерти (в 1889—1890 гг.) под заглавием: «Два года за границей. 1844—1846. Ч. I—VI» (в продажу не поступал).
Вернувшись в Петербург, Платов получил приглашение преподавать артиллерию Великому Князю Константину Николаевичу, причём в 1847 г. был награждён бриллиантовым перстнем и чином капитана (23-го марта). В 1850 г. он получил чины: подполковника (23-го апреля) и полковника (15-го ноября) и тогда же определён преподавателем артиллерии к Великому Князю Николаю Николаевичу Старшему, а через год — и к Михаилу Николаевичу.
26-го сентября 1853 г. Платов был назначен членом Конференции Михайловского артиллерийского училища, где 19-го октября утвержден профессором артиллерии, а в декабре (9-го) — и членом Артиллерийского Комитета. После начала Крымской войны, в октябре 1854 года он также занял место профессора в Императорской Военной Академии. С появлением у берегов Балтийского моря англо-французского флота вооружал и командовал вновь устроенной Невско-Гутуевской батареей и читал лекции по артиллерии в залах C.-Петербургского университета.
Назначенный в январе 1858 г. инспектором классов Артиллерийского училища, Платов 13-го июля следующего года был определен также и совещательным членом Артиллерийского Комитета по литейной части и железо-ковательным заводом, а с 1860 г. — и «по развитию артиллерийского образования». Октября 17-го 1860 г., за отличие, Платов был произведен в генерал-майоры с зачислением по Донской артиллерии, а 2-го апреля 1861 г. назначен начальником Михайловского артиллерийского училища с оставлением членом Артиллерийского Комитета. Зимой 1861—1862 г. Платов преподавал артиллерию цесаревичу Николаю Александровичу, в 1865 г. награждён был орденом Святого Станислава 1-й степ., 9-го ноября 1867 г. назначен начальником Михайловской артиллерийской академии и училища и 20-го мая 1868 г. произведен в генерал-лейтенанты.
В 1870 г., в день празднования 50-летия училища, Платов был избран почётным членом С.-Петербургского университета, и 26-го августа 1871 г. был отчислен от должности начальника Академии и Училища с оставлением совещательным членом Артиллерийского Комитета и Конференции Академии. Получив (7-го марта 1872 г.) звание Почётного члена Конференции Артиллерийской Академии и заслуженного профессора, Платов 10-го января 1875 г. был, сверх того, назначен членом Главного Военно-Учебного Комитета, а 30-го августа 1883 г., произведен в генералы от артиллерии. Получив в 1885 г. орден Белого орла, Платов тогда же был избран в почётные члены Михайловской Артиллерийской Академии, с зачислением в списки училища.
Скончался в Петербурге 17-го апреля 1891 года и погребен на Никольском кладбище Александро-Невской лавры.

## Научные труды
- «Стальная артиллерия большого калибра» («Артиллерийский Журнал» 1864 г.);
- «Система нарезных орудий и снарядов Бутлера» (там же, 1876 г., № 2);
- «Журнал Английского Корол. Общества соединенных армии и флота за 1875 г.» (там же, № 4);
- «Пушка и сталь, сэра И. Витворса» (там же, № 4); «Полный сборник таблиц стрельбы», в 3-х частях, С.-Пб. 1882—1884;
- «Артиллерийские лекции, читанные в 1858 году гг. офицерам гвардейской артиллерии», С.-Пб. 1858;
- «Должны ли существовать одни (sic) окружные юнкерские школы или также и военно-учебные заведения особого специального ведомства?» С.-Пб., 1863 г.;
- несколько литографически изданных курсов артиллерии, читанных им с 1852 по 1859 гг.;
- «Исторический очерк образования и развития Артиллерийского Училища 1820—1870», С.-Пб. 1870 г., вместе с Л. Л. Кирпичевым.

## Награды
- Орден Святой Анны 3 степени (1846);
- Орден Святой Анны 2 степени (1852), императорская корона к сему ордену (1856);
- Орден Святого Станислава 2 степени с императорской короной (1858);
- Орден Святого Владимира 3 степени (1863);
- Орден Святого Станислава 1 степени (1865);
- Орден Святой Анны 1 степени (1867);
- Орден Святого Владимира 2 степени (1879);
- Орден Белого орла (1885);
- Знак отличия за L лет беспорочной службы (1886);
- Орден Святого Александра Невского (1890)